# Bill Yorzyk
William Albert (Bill) Yorzyk, Jr. (Northampton (Massachusetts), 29 mei 1933 - East Brookfield (Massachusetts), 2 september 2020) was een Amerikaans zwemmer.

## Biografie
Tijdens de Olympische Zomerspelen van 1956 won Yorzyk de gouden medaille op 200 meter vlinderslag.

## Internationale toernooien
| Jaar | Olympische Spelen | Pan-Amerikaanse Spelen               |
| ---- | ----------------- | ------------------------------------ |
| 1955 |                   | 4x200m vrije slag · 200m vlinderslag |
| 1956 | 200m vlinderslag  |                                      |

1956: Bill Yorzyk ·
1960: Mike Troy ·
1964: Kevin Berry ·
1968: Carl Robie ·
1972: Mark Spitz ·
1976: Mike Bruner ·
1980: Sergej Fesenko ·
1984: Jon Sieben ·
1988: Michael Groß ·
1992: Melvin Stewart ·
1996: Denis Pankratov ·
2000: Tom Malchow ·
2004: Michael Phelps ·
2008: Michael Phelps ·
2012: Chad le Clos ·
2016: Michael Phelps ·
2020: Kristóf Milák ·
2024: Léon Marchand